# Барак

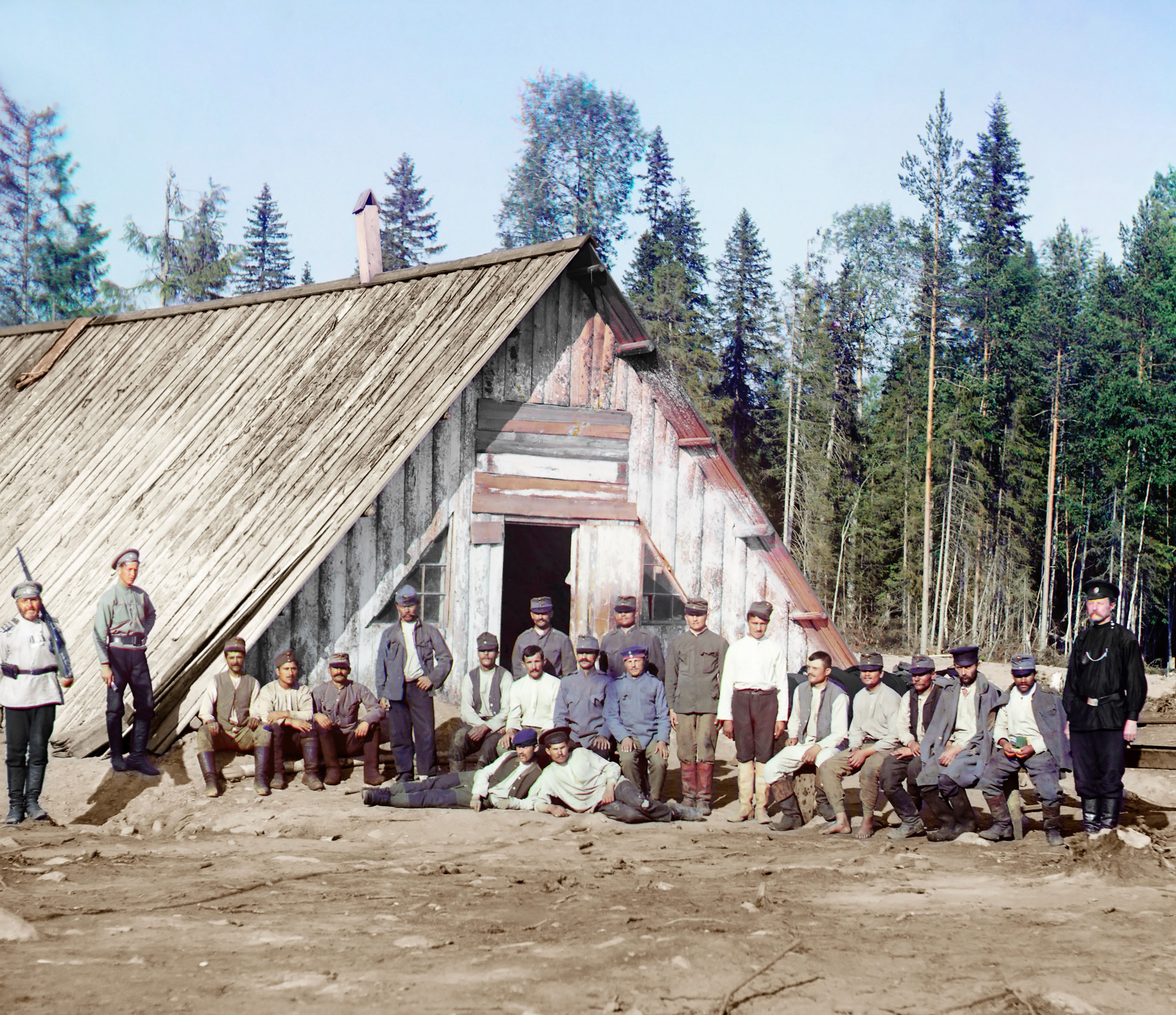
Австро-угорські полонені біля барака, 1916 рік.

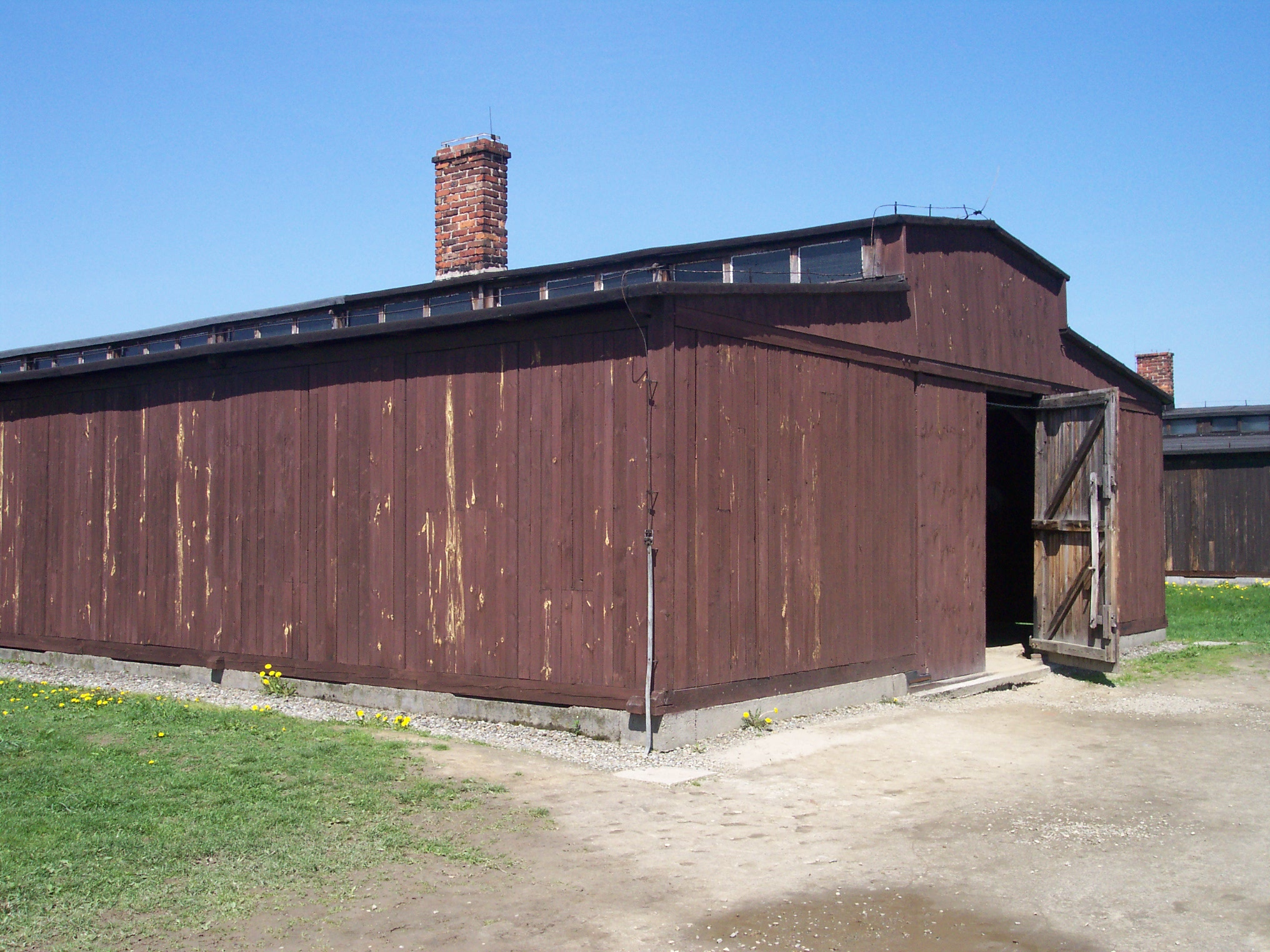
Німецькі бараки в таборі Аушвіц.

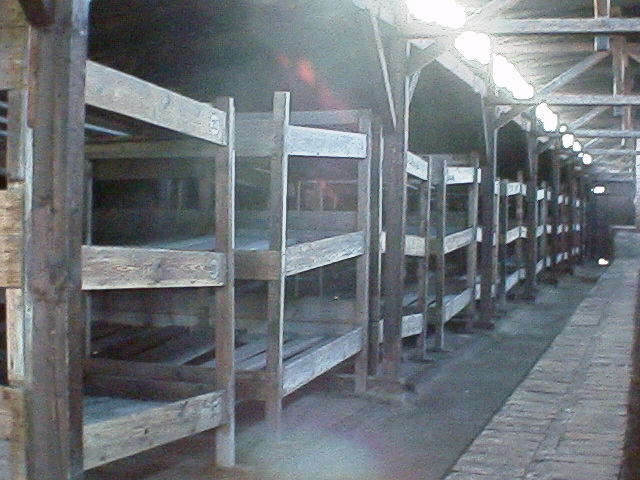
Усередині житлового барака. Аушвіц 2 (Біркенау).

Барак (фр. baraque, кат. barraca) — тимчасова, швидко збудована, недорога будова. Як правило, одноповерхова і дерев'яна. До кінця XVII століття у Франції бараками називалися тільки тимчасові кавалерійські казарми, пізніше різні тимчасові казарми.
Під час Севастопольської оборони по ідеї С. П. Боткіна були влаштовані госпітальні бараки; ідея виявилася вдалою в санітарному плані (через хорошу вентиляцію та можливості ефективно ізолювати інфекційних хворих), і до кінця XIX століття стали поширюватися лікарні, влаштовані за барачною системою. Бараки влаштовувалися також у таборах для військовополонених, а в XX столітті і в концентраційних таборах.

## В СРСР
В СРСР комунальні квартири, гуртожитки та тимчасові бараки були одним з основних типів житла робітників до початку масового житлового будівництва окремих квартир в 1960-х. Особливо багато бараків було в початковий період в нових індустріальних містах СРСР, де будувалися великі заводи, на Півночі та в Сибіру, які потім замінялися на комфортніші комунальні квартири і гуртожитки, а потім і на окремі квартири.
Поширення в містах і селищах комунальних квартир, гуртожитків або тимчасових бараків визначалося можливостями фінансування та житлового будівництва і в різних регіонах було по-різному (десь більше гуртожитків, десь більше комунальних квартир).

### Барак посиленого режиму
БУР, барак посиленого режиму (рос. барак усиленного режима) — одна з форм додаткового дисциплінарного стягнення для ув'язнених загального, посиленого або суворого режимів. Практика утримання у БУРі бере початок з 1920-х років. Особи, направлені до БУРу, могли перебувати там до шести місяців. Умови утримання включали постійне замикання, примусову працю в закритому приміщенні, короткотривалі прогулянки у спеціально відведеному дворі, обмежене харчування. Дозволялося надсилати лише один лист на місяць. Отримання передач, побачення з родичами та розширені покупки у в'язничному кіоску (на суму понад 3 карбованці на місяць) були заборонені.

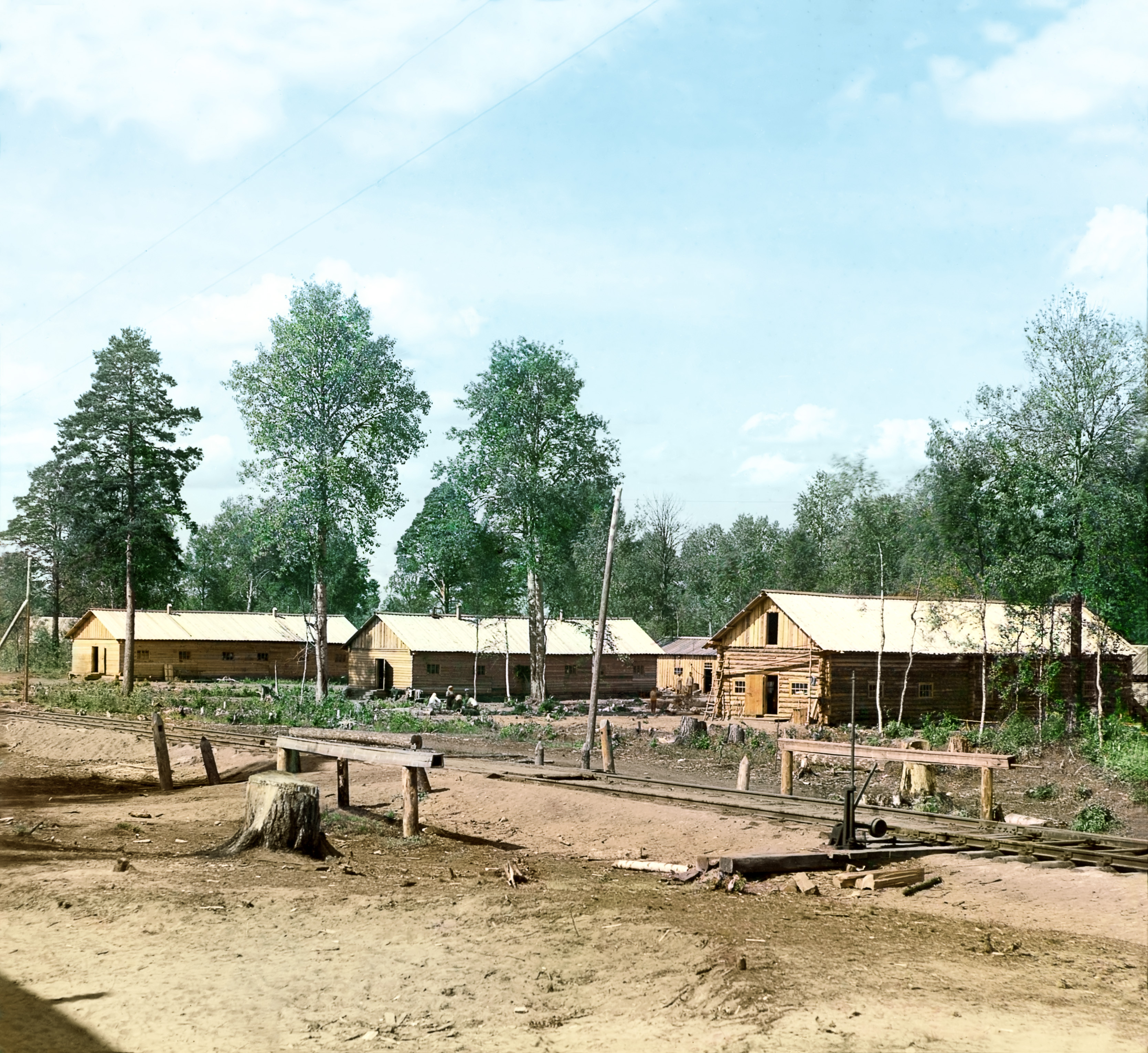
Бараки поселенців (1916)
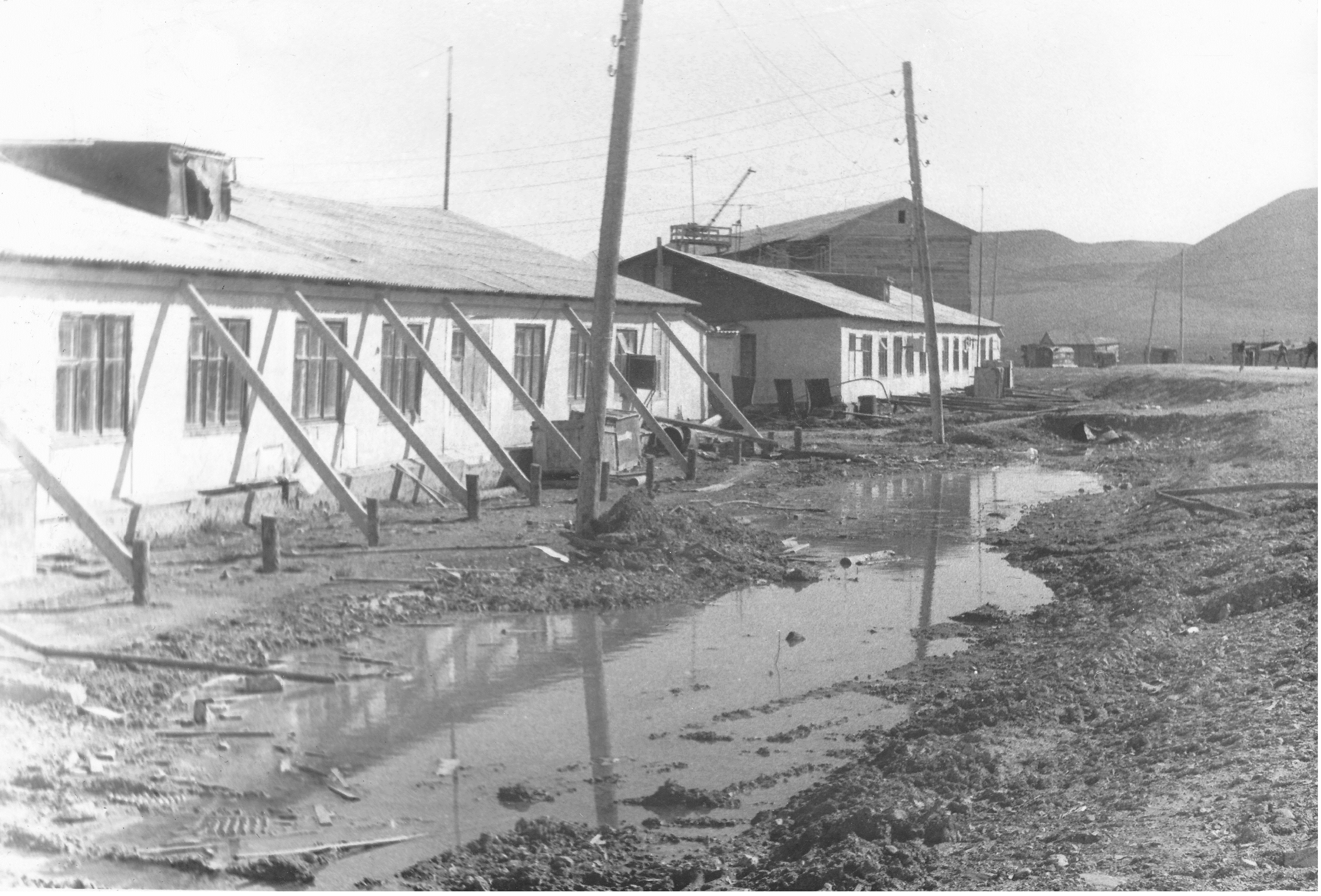
Робітничий барак (1991)
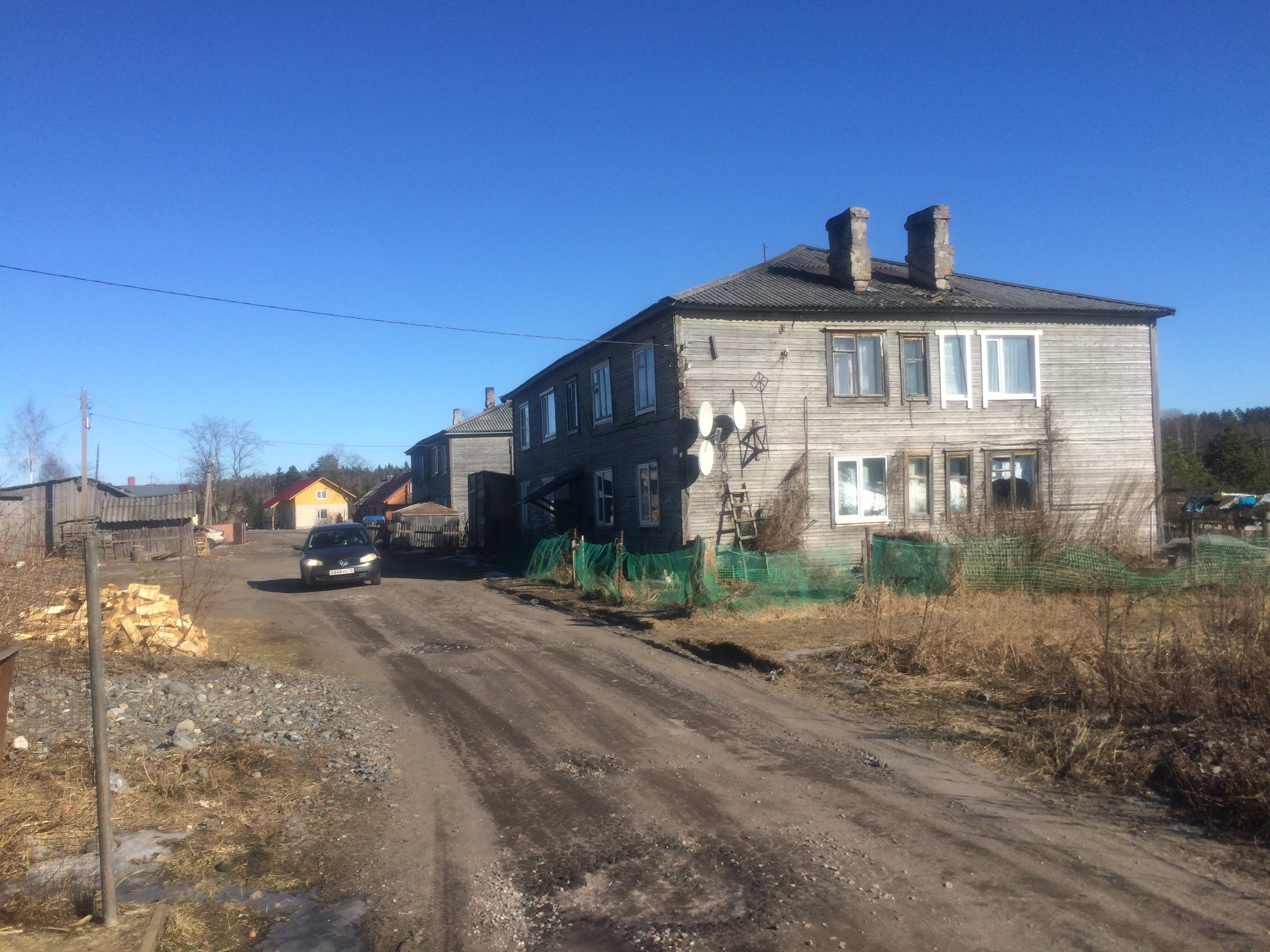
Барак в карельському селі Яніс (2020)